# E.clips

Ehemaliges Logo

e.clips war ein Pay-TV-Sender, der unter anderem über Sky Deutschland (früher Premiere Star) zu empfangen war. Als Entertainment-Kanal berichtete der Sender über Neues aus Unterhaltung, Kino, DVDs, Games und Musik.

## Geschichte
e.clips startete am 1. Oktober 2007 um 18.00 Uhr bei Premiere Star. Als allererste Sendung lief ein Games Magazine moderiert zunächst von Sina Haghiri und später von Christiane Imdahl.
Anfang 2008 übernahm das ehemalige Preluders-Mitglied Miriam Cani die Moderation der Musikformate auf dem Sender. Im August 2008 übernahm die ehemalige Giga-Moderatorin Christiane Imdahl die Moderation des Games Magazine. 
Im November 2008 fand ein umfangreicher Relaunch statt, bei dem das grafische Erscheinungsbild des Senders komplett erneuert wurde. Außerdem sendete der Sender ab diesem Zeitpunkt in 16:9 und veränderte sein Programmschema.

## Ende des Sendebetriebs
Am 15. Dezember 2009 hat der Sender beim Amtsgericht München Insolvenz angemeldet, jedoch sollte der Sendebetrieb vorerst weiter aufrechterhalten werden.
Zum 7. Januar 2010 stellte e.clips jedoch seine Verbreitung über die Sky-Plattform endgültig ein.

## Struktur
Der Sender hatte in Unterföhring seine eigene Redaktion, Programmleiter war Oliver Al Liebl. Ein Teil der Magazine wurde extern im Auftrag von e.clips von der Münchener Produktionsfirma Contento GmbH produziert.

## Gesellschafter
Die Gesellschafter der "e.clips Fernsehen GmbH" waren die Media Süd-Ost Beratungs- und Beteiligungsgesellschaft mbH Nfg. & Co. KG, Dr. Philipp Riccabona, die Kerbler Holding sowie die DOR Film Produktionsgesellschaft.

## Empfang
Der Sender konnte über Swisscom (Bluewin TV), Teleclub, Arcor Full Entertainment, Kabel BW, LIWEST und Unitymedia empfangen werden.

## Programm
- Boulevard News: tägliches Magazin mit News aus der nationalen und internationalen Unterhaltungsindustrie, moderiert von Peter Krainer und Kathrin Hartrampf
- e.clips Special: Drehberichte, Fashion-Shows, Festivals, Filmpremieren, Events

- Movie News: Neustarts in den deutschen Kinos, moderiert von Alexandra Polzin und Moritz Küffner
- Movie Top10: Kinocharts
- Movie Making of: Berichte zu Dreharbeiten, jeweils zu einem aktuellen Kinofilm

- DVD News: Blu-ray- und DVD-Neuerscheinungen der Woche, moderiert von Alexandra Polzin und Moritz Küffner
- DVD Top10: DVD-Charts

- Pop Charts Show: aktuelle Musik-Videoclips, von den Zuschauern via Internetseite in die Top Ten gewählt. Moderiert von Miriam Cani
- New & Talent: junge Künstler und Tipps der Redaktion

- Games Mag: Magazin rund um Videospiele, moderiert von Christiane Imdahl

## Ehrensenf
Seit 9. März 2009 lief die preisgekrönte Internetshow Ehrensenf täglich auf e.clips. Ehrensenf wurde jeden Tag nach den Boulevard News um 18.00 Uhr ausgestrahlt. Jeden Sonntag um 15:30 Uhr zeigte e.clips den "Senf der Woche", in dem die Highlights einer Woche Ehrensenf zusammengefasst wurden. Ehrensenf feierte auf e.clips seine TV-Premiere.